# Arctornis pulverulenta
Arctornis pulverulenta är en fjärilsart som beskrevs av Pieter Cornelius Tobias Snellen 1895. Arctornis pulverulenta ingår i släktet Arctornis och familjen tofsspinnare. Inga underarter finns listade i Catalogue of Life.